# Carro

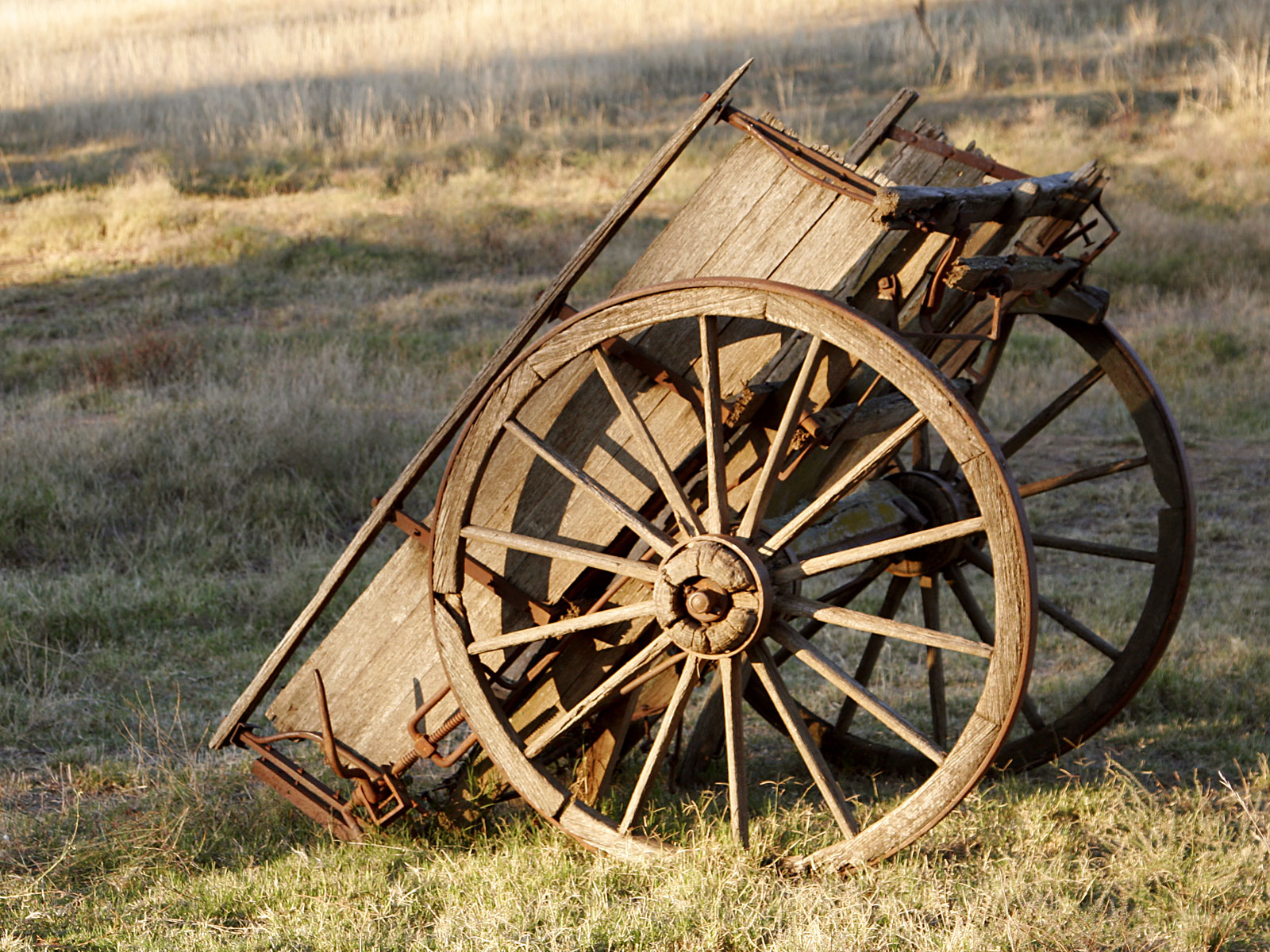
Carro australià

Un carro és un vehicle de tracció animal, destinat a dur càrregues o persones amb un o més eixos. L'aparició dels primers carros a l'Antic Món, cap al 3500 aC va estretament lligada a la invenció de la roda. Estructuralment consta bàsicament d'una plataforma situada sobre els eixos. Aquesta plataforma es pot cobrir per a protegir la càrrega. La plataforma duu usualment una o dues perxes que serveixen per a lligar els animals amb un jou o bé per usar les mans.
Segons les necessitats se'n van fer variants com ara tartanes, carros de guerra, de combat, triomfals o carruatges més adaptat al transport de persones. Des d'un punt de vista tecnològic, el carro experimentà poques variacions en el transcurs de les edats mitjana i moderna.
Al Nou Món on la roda era desconeguda fins a la invasió i l'ocupació pels europeus a la fi del segle xv els carros arribaren com una importació tecnològica.

## Elements
Un carro és un conjunt d’elements que permet realitzar la seva funció de transport mitjançant la tracció animal (incloent, a vegades, la tracció humana).
Els elements o parts més importants són els següents:
- tren de rodatge
- estructura
- suports de tracció
- caixa
- accessoris

### Tren de rodatge
En els carros tradicionals l’anomenat tren de rodatge està format per un fusell i dues rodes. El fusell va fixat a l'estructura principal i no gira. Cada roda encaixa en un extrem del fusell en una disposició que permet el seu gir amb un fregament reduït. La roda té el seu moviment lateral limitat per un sistema de volandera i clàvia (o xaveta).

#### Fusell
El fusell (anomenat eix en moltes contrades) no és un eix perquè no gira. El terme designa una peça que enllaça dues rodes i permet el gir d’aquestes. Una segona accepció de fusell (emprada per Ramon Llull) implicaria que un carro tradicional tindria un “eix” amb un fusell a cada extrem.
| «                                                  | ”... És ordonat que lo firmament se mova per dos fusels, ...” (el text en llatí diu «per duos polos»). | » |
| — Llibre de contemplació. Capìtol 43. Ramon Llull. | |   |

Els fusells o “caps de fusell” es fabricaven de ferro dolç o lleugerament acerat. La part que encaixava amb la boixa o botó de la roda tenia forma cilíndrica o cònica.

#### Rodes
Les rodes tradicionals eren de fusta, amb raigs de fusta i llanda de ferro (ajustada i muntada en calent). Els raigs anaven encaixats al cèrcol de la roda per la part exterior i al botó o boixa per la part interior.

### Estructura
L'estructura d’un carro dona rigidesa al conjunt. La caixa (o carrosseria), el tren de rodatge i les barres de tracció es munten sobre l'estructura. De forma fixa o articulada segons el disseny del carro.

### Elements de tracció
Les barres de tracció són els element que permeten enganxar els animals per a transmetre l'esforç de tir al carro. Quan la barra és única i central s'anomena llança (adequada per dos o un nombre parell d’animals enganxats en paral·lel).

### Caixa
La caixa o carrosseria va muntada sobre l'estructura o forma part de la mateixa.

## Complements
Alguns carros disposen d’elements complementaris que faciliten el seu ús o són gairebé imprescindibles.

### Descansos
Cada carro té quatres descansos. Un descans és una barra de suport que pot plegar-se i desplegar-se. Cada descans està articulat en la seva part superior que s'uneix amb el carro. En posició de repòs roman horitzontal. Per a que actuï cal desenganxar el suport (que subjecta el seu extrem al carro) i posar-lo en posició (aproximadament) vertical. Així funciona com un puntal entre el carro i el sòl, mantenint el carro en posició horitzontal. Amb càrrega o sense.

### Estreps
Un estrep que penja del carro facilita pujar al vehicle. Hi pot haver dos estreps a la part del davant i un o dos a la part posterior. Hi ha estreps de ferro d’una sola peça. Amb una planxa que es pot fixar amb cargols, un braç i una plataforma de petja.

### Llums

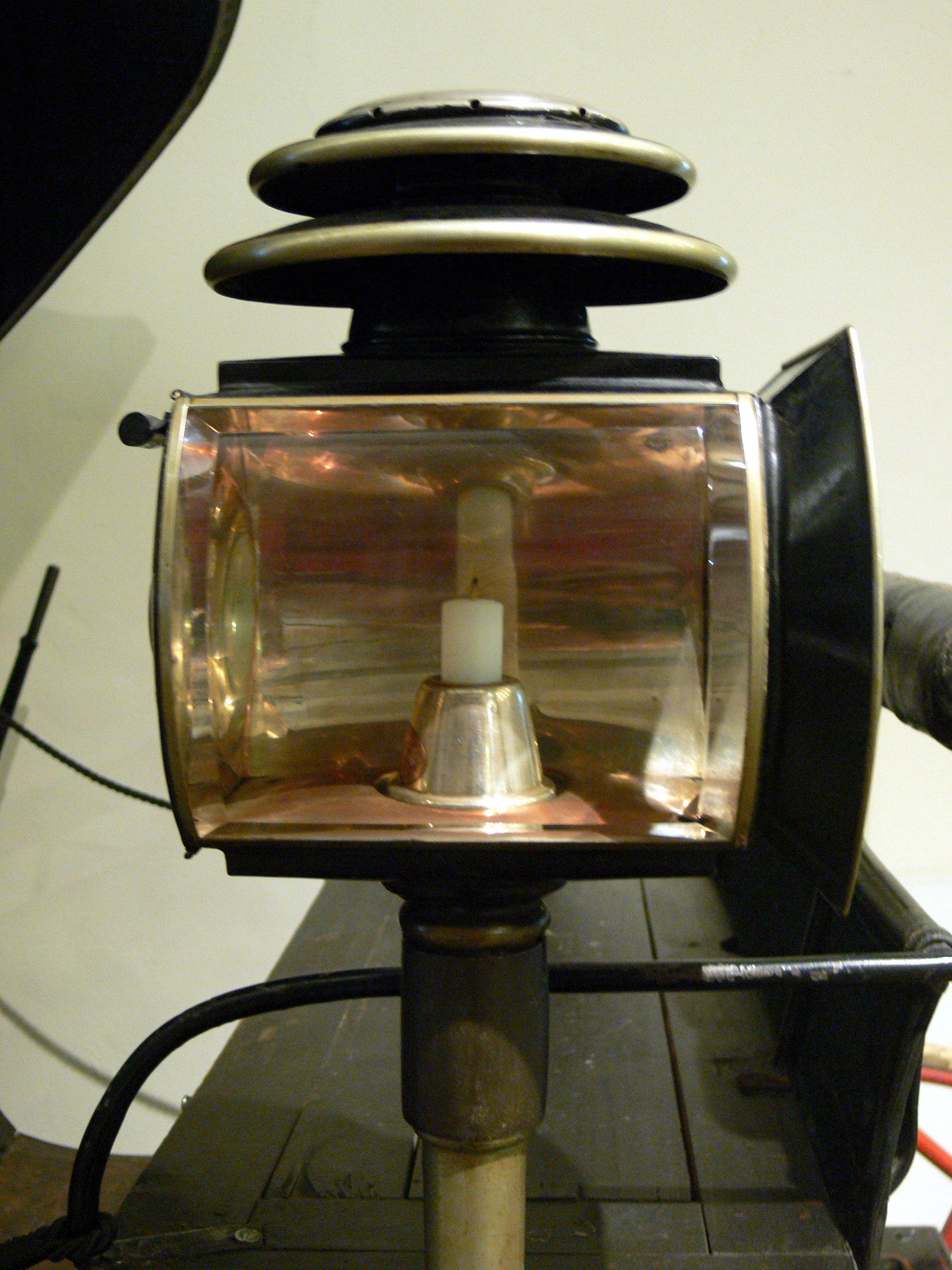
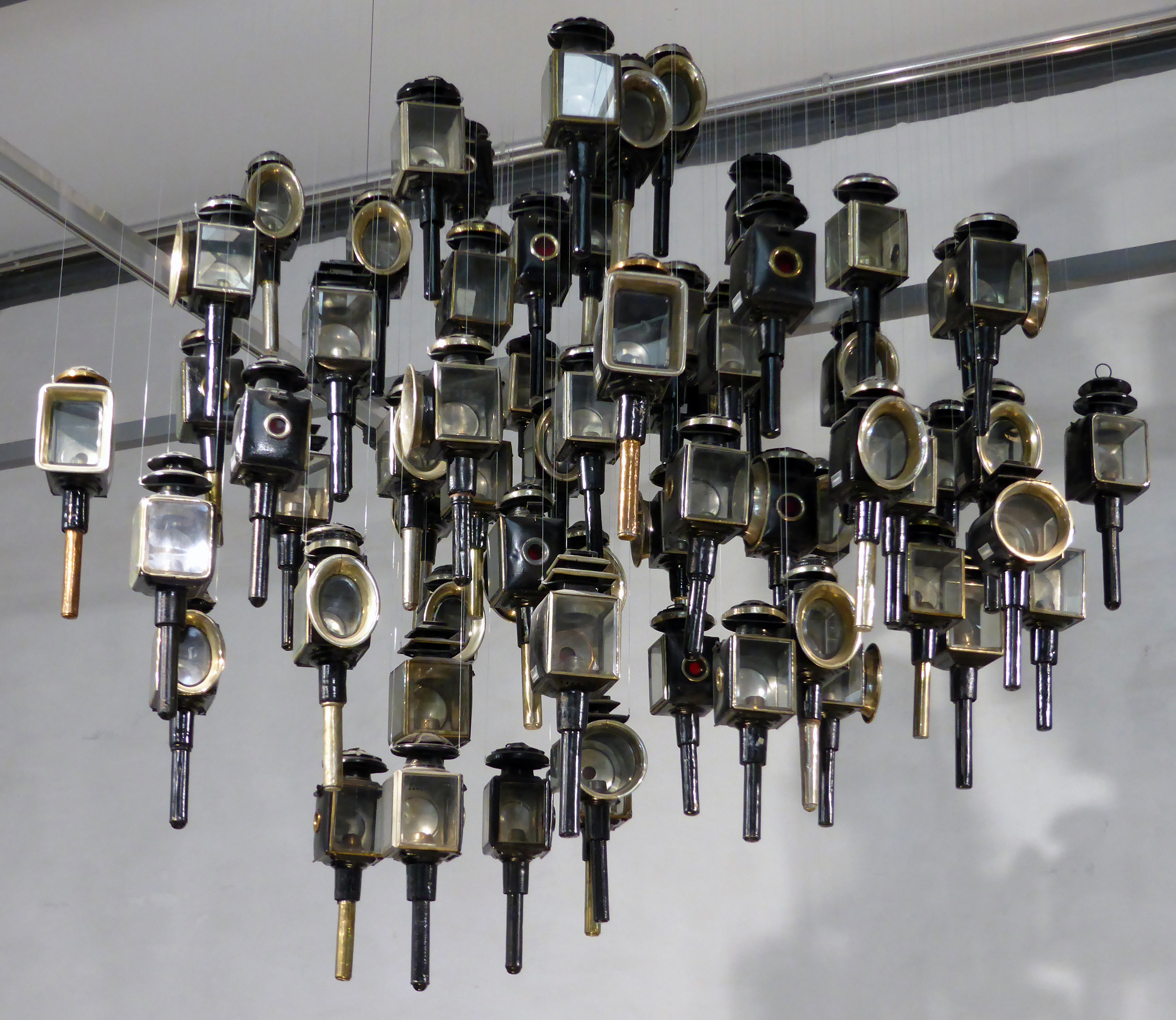

## Arreus
Els arreus són els elements que uneixen els carro amb els animals de tir. Entre els arreus principals hi ha els jous i les colleres.

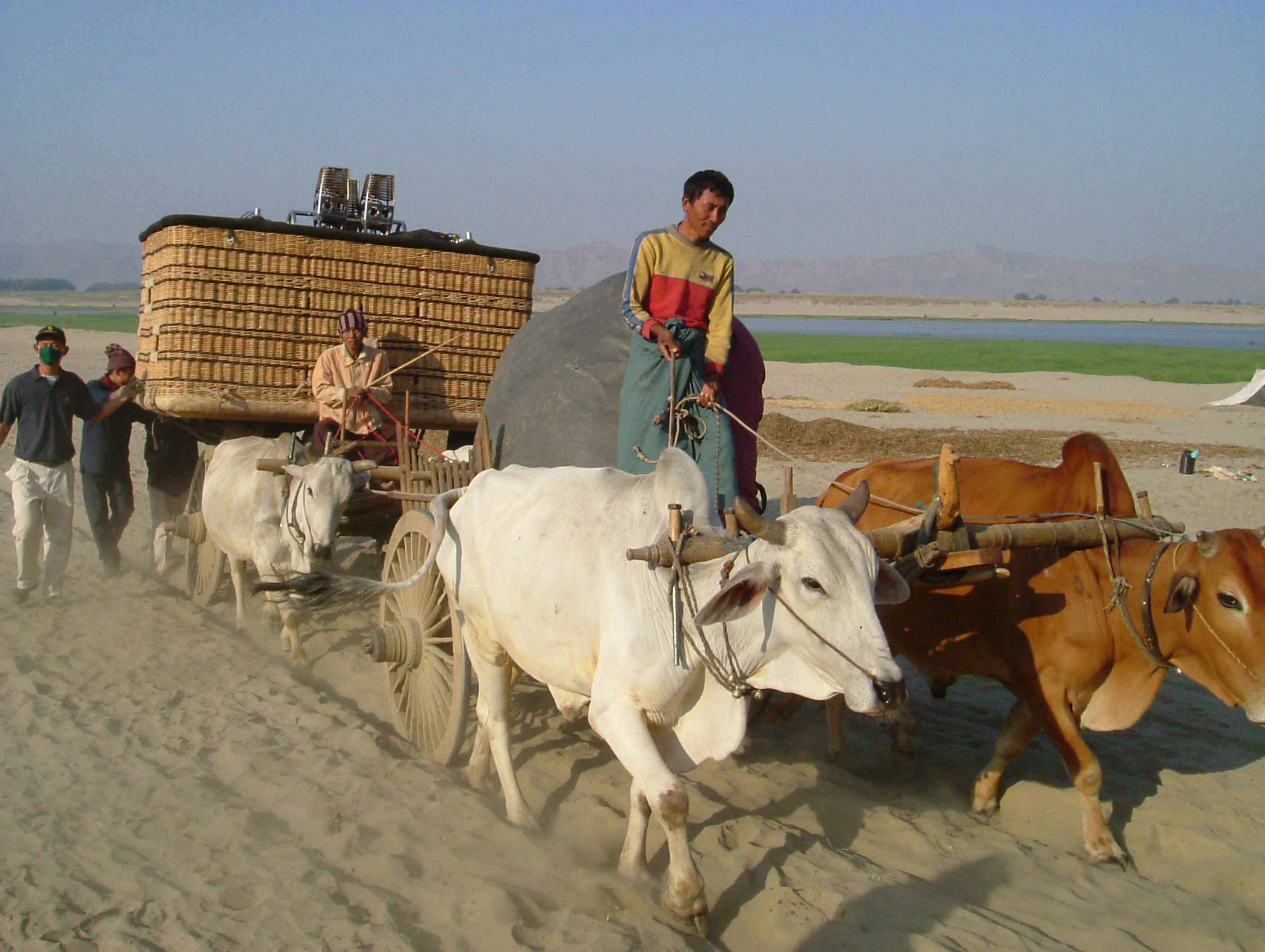
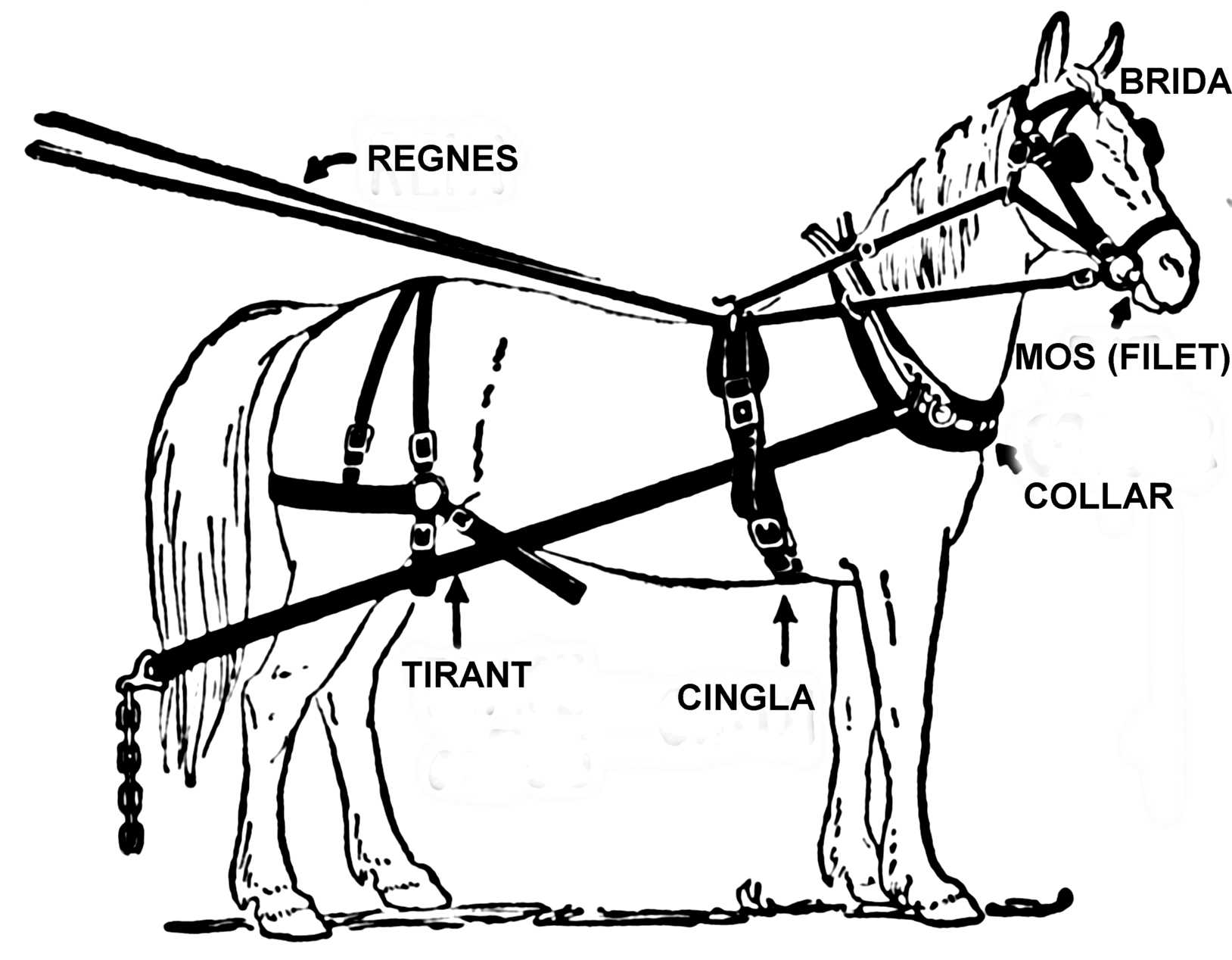
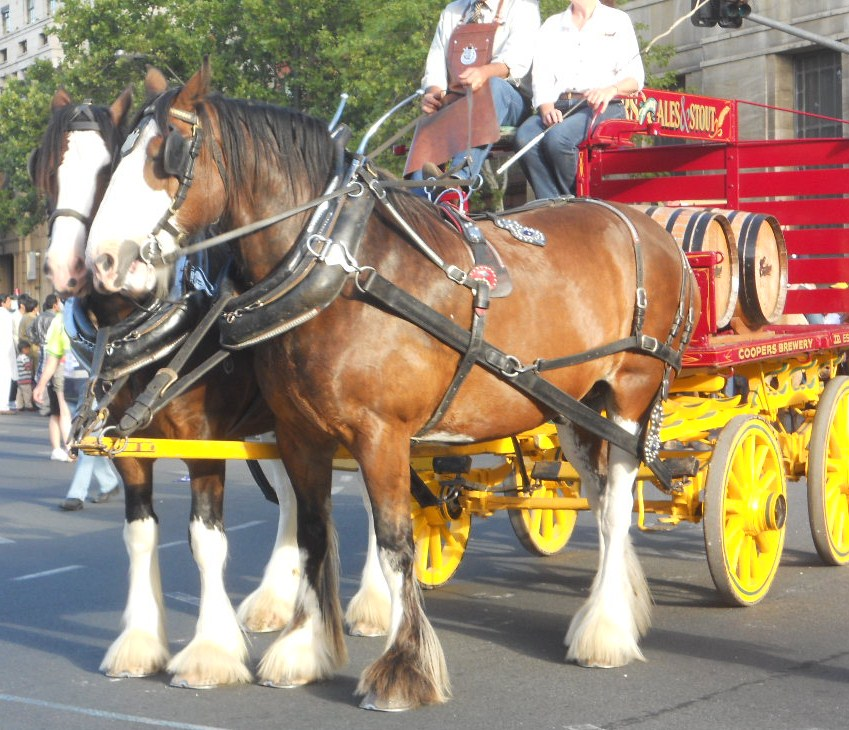

## Animals de tir
Els carros de tradició occidental anaven accionats per bous, cavalls, mules i rucs. En altres contrades els animals de tir locals podien ser (i encara ho són) diferents.

## Carro català
El transport amb carros era un dels sistemes tradicionals a Catalunya des de l’època romana i temps anteriors. Camins i mercaderies determinaren l'evolució de la construcció dels vehicles fins a arribar a un model ben adaptat a les necessitats del país.
Les característiques, prestacions i qualitats de la construcció catalana de carros – mostrades arreu pels traginers catalans i les exportacions catalanes – foren admirades i ressaltades. Les expressions “carro catalán” i “carro a la catalana” es difongueren per tot l'estat espanyol. Contràriament, no hi ha denominacions que qualifiquin carros de transport d'altres regions.
| « | ” En las figuras 4, 5 y está representado un carro catalan de los de mejor construccion, sujeto á la escala que se halla en la misma lámina. Son tan conocidas y comprobadas por la experiencia las ventajas que proporcionan para hacer grandes transportes, que nos ha parecido conveniente darlo por modelo”. | » |
| — Juan Álvarez Guerra. Traductor del Cours complet d'agriculture Théorique, Pratique, Économique, et de Médecine Rurale et Vétérinaire ; Suivi d'une Méthode pour étudier l'Agriculture par Principes : ou Dictionnaire universel d'agriculture ; Par une Société d'Agriculteurs, & rédigé par M. L'Abbé Rozier | |   |

L'exèrcit espanyol adoptà el model de “carro catalán” entre altres carruatges de transport. Una versió típica fou la de 1848.
En transports per carretera un exemple per a comparar l'estat de les vies era el carro català.
Curiosament, a Amèrica els carros de dues rodes “a la catalana” estaven prohibits (Mèxic 1804).
| « | ” Carros de dos ruedas, que llaman á la catalana, con varas, y las mulas seguidas una detras de otra, no se permitirán, quedando prohibidos” | » |
| — Recopilación de las leyes del gobierno español, que rigen en la republica (de México), respectivas a los años de 1788 y siguientes. | |   |

## El carro al Vallès Occidental
Anys enrere, a les poblacions, on el percentatge més elevat de les feines eren l'agricultura i la cria de bestiar els dos elements que no podien mancar a les masies eren els animals (cavall, euga, matxo o mula i algun ruc) i el seu corresponent carro. Sense aquests dos elements no hauria estat possible superar l'enrenou i el moviment diari del transport de diferents gèneres i llaurar les terres durant el transcurs de l'any.
Del tractor actual, que ha substituït els animals i els carros, ni se'n sentia parlar si no es tractava d'una casa econòmicament molt forta. D'altra banda la gent gran o molt vella sovint oposava una gran resistència a canviar els sistemes de treballar i les maneres de viure. Les modificacions els eren antipàtiques perquè representaven per a ells el trencament de tota una vida que havien viscut.
en aquells temps quan els joves es casaven i havien de fer de pagesos, els seus pares, amb grans esforços, procuraven comprar-los l'animal i el carro: no tothom podia tenir-ne! La xarxa dels camins de carro estesa per tot el poble; avui la majoria es van asfaltant i només en resten als llocs més apartats. Les típiques roderes produïdes durant centúries per les rodes dels carros eren plenes de clots o sotracs, com se'n deia. Aquests sots provocaven un retruc fet pel botó del carro, que amb el dringar dels picarols que sovint portaven els animals, feien un soroll que se sentia de lluny per tot el poble, del matí al vespre, quan els pagesos es retiraven a les seves llars. Alguns d'aquests sorolls, de fet, eren potser més agradables que les explosions dels motors de gran cilindrada de tractors, camions, cotxes i motocicletes, tant abundants per tot arreu.

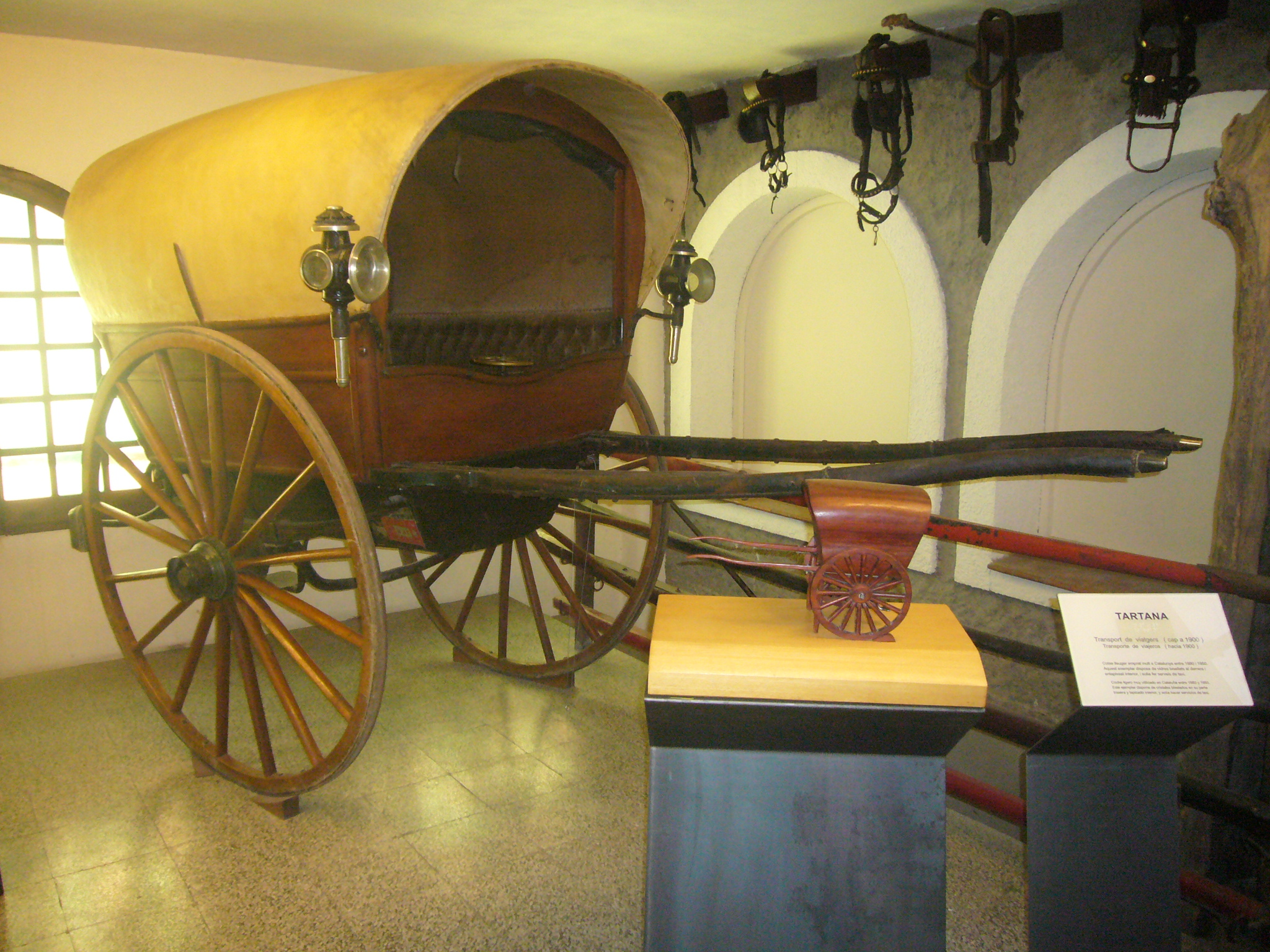
Tartana catalana al Museu del Traginer (Igualada). Vegeu el fusell amb curvatura.

Entre carros <de trabuc> i <d'escala>, de carros ni havien arreu dels pobles. A l'hora de traginar grans carretades, s'utilitzava el carro de <tragines>. A cada poble ni havia uns quants. El vehicle de luxe tirat per un animal era la <tartana>, amb una cabuda per a sis passatgers. La tartana era idònia per seguir els mercats del voltant cada setmana, per la Festa Major i per anar a missa.
El carro <traginer>, era força gran, molt ben construït, amb capacitat per transportar de 30 a 40 quintars. El quintar (40 quilos) era la unitat dels grans pesos. Per moure aquests carros solien posar-s'hi un tir de dos o tres cavalls.
De Barcelona a Moià es feia el transport de diferents gèneres: fusta, sacs de patates, grans i farines, passant per l'anomenat Camí Reial. Al llarg de la ruta hi havia una sèrie de pobles, com Castellterçol, Sant Feliu de Codines, Caldes de Montbui, Palau-solità i Plegamans, Santa Perpetua de la Mogoda i Montcada, a cadascun dels quals hi havia els típics hostals on els traginers paraven a esmorzar, dinar o sopar, segons l'àpat adient a cada moment del dia. Resten alguns pocs testimonis d'aquests hostals, com per exemple l'Hostal del Fum al terme de Palau-solità i Plegamans i a can Pau Quico a Caldes de Montbui.
D'històries sobre lladres al camí Ral o Reial n'hi havia moltes; possiblement algunes eren falses, però una cosa si és veritat: aquells forçuts traginers s'agrupaven en caravanes de carros per poder plantar cara als possibles lladres.
Per reparar avaries i fer carros nous a la majoria dels poble tenien un o dos carreters: però a mesura que anava entrant el tractor a motor i passant el temps cada vegada hi havia menys cavalls, es van va veure obligats a plegar el negoci.

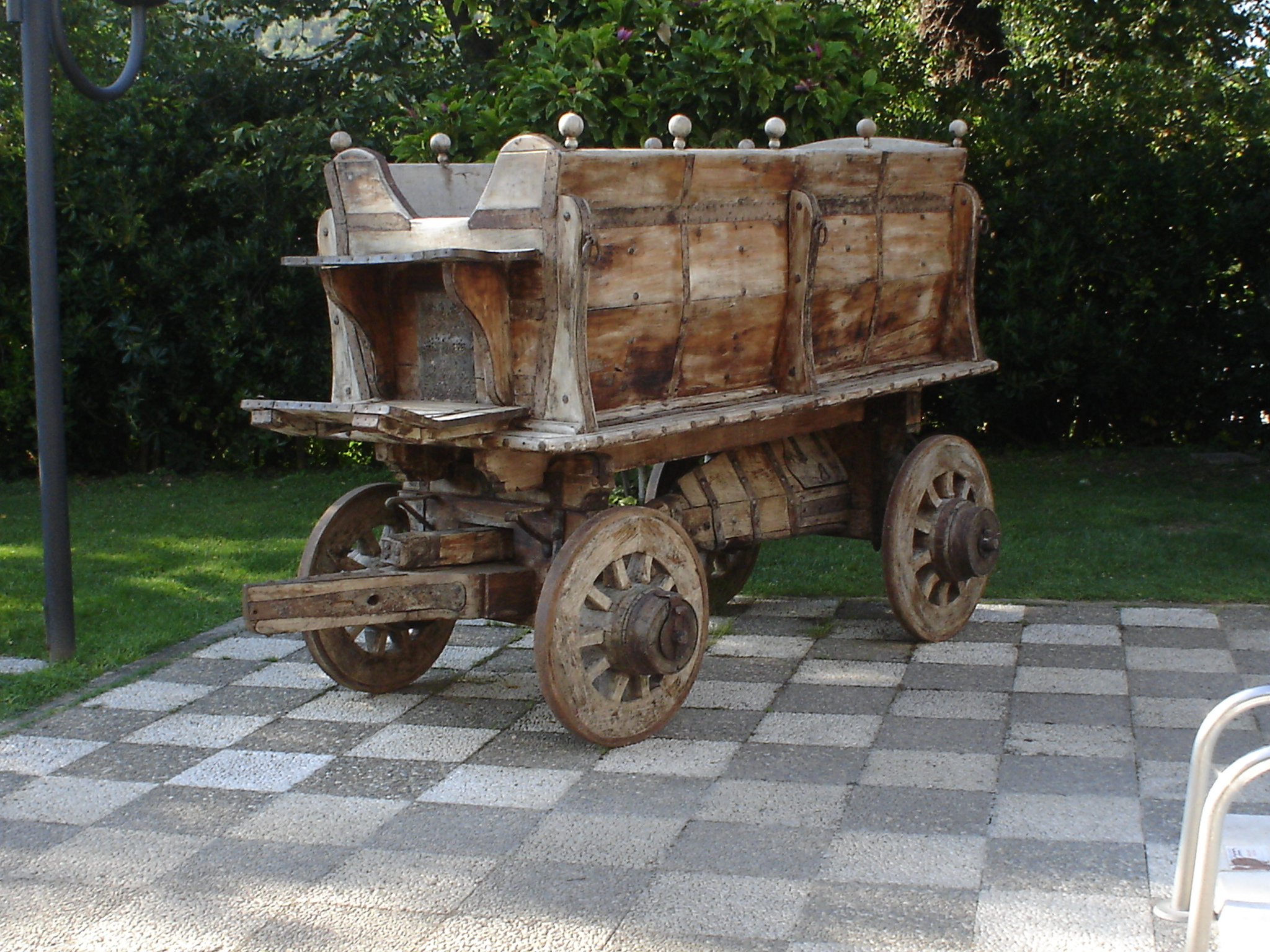
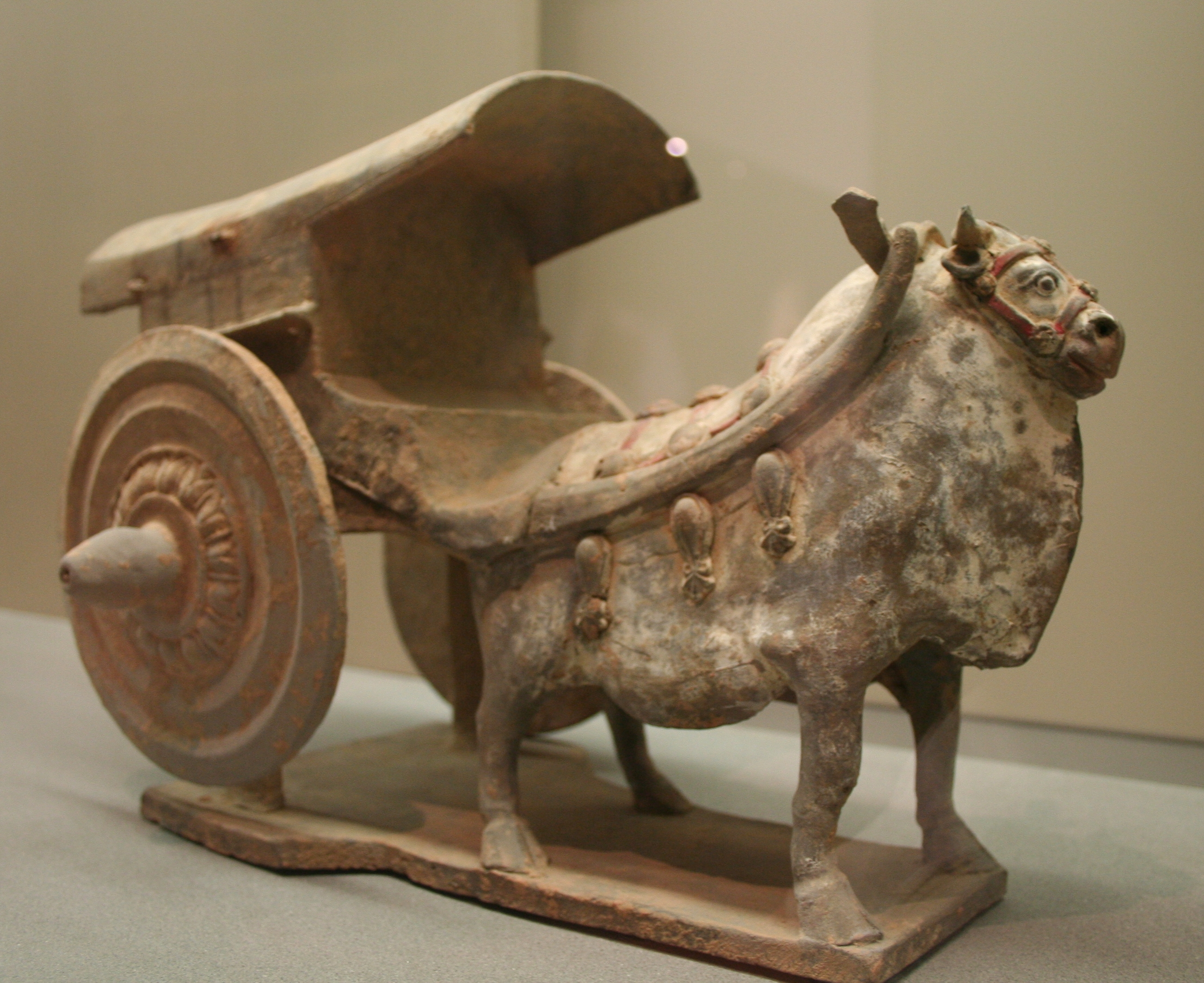
Figura d'un carro de l'època de la dinastia Sui (581 - 618 aC) estirat per un bou.
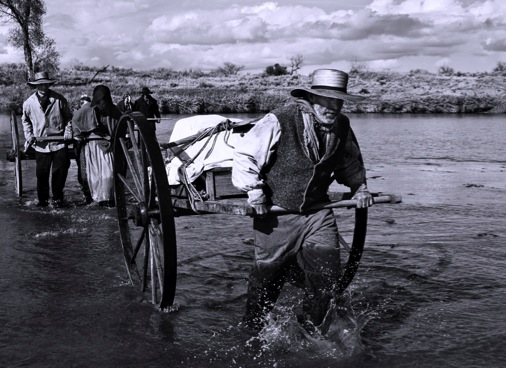
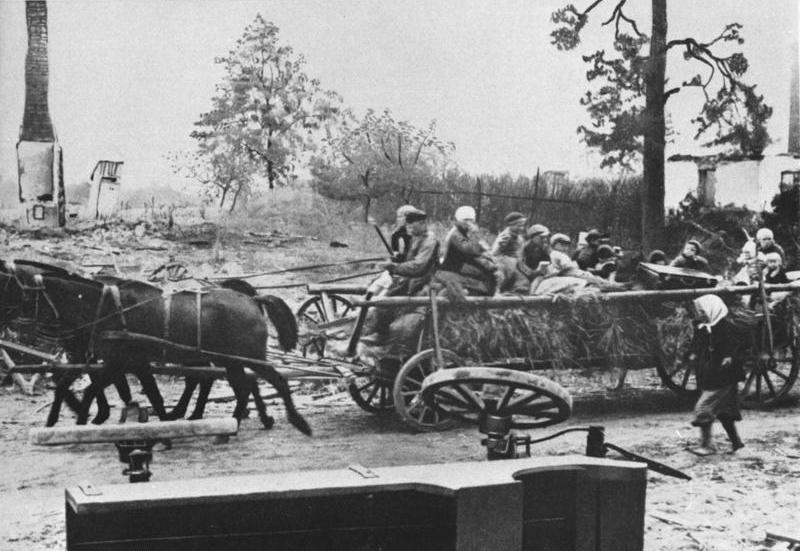
Refugiats alemanys en un carro a la fi de la segona guerra mundial

## Cultura popular
- "Anar el carro pel pedregar".[18]
- "Posar bastons a les rodes".[19]
- "Pujar al carro del vencedor".[20]
- "Posar el carro davant dels bous".[21]
- Diccionari de carros.[22]

## Museus
- Museu del Traginer a Igualada, amb una col·lecció de 39 carros i carruatges.
- Karrenmuseum a Essen (Bèlgica).[23]
- El Wagenmuseum a Texel (Païs Baixos) des del 2018 anomenat Museum Waelstee.[24]